# James Whitney Young
| 78577 JPL             | 10 settembre 2002 |
| 84882 Table Mountain  | 1º febbraio 2003  |
| 90525 Karijanberg     | 17 marzo 2004     |
| 95939 Thagnesland     | 30 maggio 2003    |
| 114239 Bermarmi       | 21 novembre 2002  |
| 115312 Whither        | 19 settembre 2003 |
| 115477 Brantanica     | 19 ottobre 2003   |
| 115891 Scottmichael   | 14 novembre 2003  |
| 116446 McDermid       | 5 gennaio 2004    |
| 116903 Jeromeapt      | 11 aprile 2004    |
| 120038 Franlainsher   | 26 gennaio 2003   |
| 120174 Jeffjenny      | 23 maggio 2003    |
| 128297 Ashlevi        | 13 dicembre 2003  |
| 133280 Bryleen        | 18 settembre 2003 |
| 133527 Fredearly      | 5 ottobre 2003    |
| 142084 Jamesdaniel    | 29 agosto 2002    |
| 144692 Katemary       | 9 aprile 2004     |
| 145166 Leojematt      | 3 maggio 2005     |
| 147397 Bobhazel       | 30 marzo 2003     |
| 150035 Williamson     | 20 novembre 2005  |
| 158899 Malloryvale    | 17 agosto 2004    |
| 163626 Glatfelter     | 27 ottobre 2002   |
| 177065 Samuelnoah     | 30 marzo 2003     |
| 177625 Dembicky       | 8 maggio 2004     |
| 184064 Miner          | 10 aprile 2004    |
| 185641 Judd           | 5 marzo 2008      |
| 189944 Leblanc        | 3 ottobre 2003    |
| 198110 Heathrhoades   | 17 settembre 2004 |
| 201777 Deronda        | 24 novembre 2003  |
| 216780 Lilianne       | 27 agosto 2006    |
| 221019 Raine          | 13 agosto 2005    |
| 224067 Colemila       | 8 luglio 2005     |
| 281445 Scotthowe      | 28 settembre 2008 |
| 287374 Vreeland       | 2 novembre 2002   |
| 301021 Sofiarodriguez | 23 settembre 2008 |
| 303265 Littmann       | 8 settembre 2004  |
| 313892 Furnish        | 8 maggio 2004     |
| 323552 Trudybell      | 2 ottobre 2004    |
| 327421 Yanamandra     | 20 novembre 2005  |
| 364166 Trebek         | 1º maggio 2006    |
| 378370 Orton          | 24 luglio 2007    |
| 410817 Zaffino        | 19 giugno 2009    |
| 416273 Glennsnyder    | 8 aprile 2003     |
| 416583 Jacereece      | 8 maggio 2004     |

James Whitney Young (Portland, 24 gennaio 1941) è un astronomo statunitense.
Guida tecnica allo stand della NASA durante l'Expo 1962 di Seattle, decise in quell'occasione di candidarsi come assistente per il nuovo Osservatorio di Table Mountain del Jet Propulsion Laboratory. Entratovi vi rimase con vari incarichi fino alla pensione nel 2009.
Il Minor Planet Center gli accredita la scoperta di 266 asteroidi, effettuate tra il 2002 e il 2009, di cui uno in collaborazione con A. Grigsby.
Ha inoltre scoperto la supernova SN 2004eg.
Gli è stato dedicato l'asteroide 2874 Jim Young.